# Associazione Calcio Lanciano 1982-1983
Questa pagina raccoglie le informazioni riguardanti l'Associazione Calcio Lanciano nelle competizioni ufficiali della stagione 1982-1983.

## Rosa
| N. |                   | Ruolo | Calciatore          |
| -- | ----------------- | ----- | ------------------- |
|    | Italia (bandiera) | A     | Marco Bozzi         |
|    | Italia (bandiera) | C     | Pio Cassano         |
|    | Italia (bandiera) | D     | Nicola Daleno       |
|    | Italia (bandiera) | C     | Marcello Di Camillo |
|    | Italia (bandiera) | P     | Romano Di Crisci    |
|    | Italia (bandiera) | C     | Luigi Dolce         |
|    | Italia (bandiera) | C     | Piero D'Orazio      |
|    | Italia (bandiera) | C     | Antonio Geissa      |
|    | Italia (bandiera) | A     | Alessandro Geniola  |
|    | Italia (bandiera) | D     | Marcello Marfisi    |

| N. |                   | Ruolo | Calciatore             |
| -- | ----------------- | ----- | ---------------------- |
|    | Italia (bandiera) | C     | Giacomo Masciantonio   |
|    | Italia (bandiera) | A     | Alessandro Masutti     |
|    | Italia (bandiera) | A     | Mario Menna            |
|    | Italia (bandiera) | P     | Franco Orlando         |
|    | Italia (bandiera) | C     | Gabriele Pasquini (II) |
|    | Italia (bandiera) | C     | Gianni Pasquini (I)    |
|    | Italia (bandiera) | A     | Antonio Petrella       |
|    | Italia (bandiera) | D     | Vittorio Pocorobba     |
|    | Italia (bandiera) | D     | Marco Toppeta          |
|    | Italia (bandiera) | C     | Nicola Verde           |

## Risultati

### Campionato

#### Girone di andata
| 19 settembre 1982 1ª giornata | Jesi | 1 – 1 | Lanciano |  |

| 26 settembre 1982 2ª giornata | Lanciano | 0 – 0 | Maceratese |  |

| 3 ottobre 1982 3ª giornata | Avezzano | 0 – 0 | Lanciano |  |

| 10 ottobre 1982 4ª giornata | Lanciano | 1 – 0 | Brindisi |  |

| 17 ottobre 1982 5ª giornata | Teramo | 2 – 1 | Lanciano |  |

| 24 ottobre 1982 6ª giornata | Lanciano | 0 – 3 | Civitanovese |  |

| 31 ottobre 1982 7ª giornata | Martina | 2 – 2 | Lanciano |  |

| 7 novembre 1982 8ª giornata | Lanciano | 0 – 1 | Francavilla |  |

| 14 novembre 1982 9ª giornata | Lanciano | 1 – 1 | Cattolica |  |

| 21 novembre 1982 10ª giornata | Osimana | 1 – 1 | Lanciano |  |

| 28 novembre 1982 11ª giornata | Lanciano | 3 – 2 | Giulianova |  |

| 5 dicembre 1982 12ª giornata | Ravenna | 1 – 1 | Lanciano |  |

| 12 dicembre 1982 13ª giornata | Lanciano | 0 – 3 | Monopoli |  |

| 19 dicembre 1982 14ª giornata | Elpidiense | 3 – 0 | Lanciano |  |

| 9 gennaio 1983 15ª giornata | Lanciano | 1 – 1 | Vigor Senigallia |  |

| 16 gennaio 1983 16ª giornata | Matera | 2 – 0 | Lanciano |  |

| 23 gennaio 1983 17ª giornata | Lanciano | 2 – 1 | Gioventù Brindisi |  |

#### Girone di ritorno
| 30 gennaio 1983 18ª giornata | Lanciano | 1 – 0 | Jesi |  |

| 6 febbraio 1983 19ª giornata | Maceratese | 4 – 0 | Lanciano |  |

| 13 febbraio 1983 20ª giornata | Lanciano | 1 – 2 | Avezzano |  |

| 20 febbraio 1983 21ª giornata | Brindisi | 0 – 0 | Lanciano |  |

| 27 febbraio 1983 22ª giornata | Lanciano | 1 – 1 | Teramo |  |

| 6 marzo 1983 23ª giornata | Civitanovese | 1 – 0 | Lanciano |  |

| 13 marzo 1983 24ª giornata | Lanciano | 2 – 2 | Martina |  |

| 20 marzo 1983 25ª giornata | Francavilla | 2 – 0 | Lanciano |  |

| 2 aprile 1983 26ª giornata | Cattolica | 2 – 1 | Lanciano |  |

| 10 aprile 1983 27ª giornata | Lanciano | 0 – 0 | Osimana |  |

| 17 aprile 1983 28ª giornata | Giulianova | 2 – 0 | Lanciano |  |

| 1º maggio 1983 29ª giornata | Lanciano | 2 – 1 | Ravenna |  |

| 8 maggio 1983 30ª giornata | Monopoli | 1 – 1 | Lanciano |  |

| 15 maggio 1983 31ª giornata | Lanciano | 3 – 3 | Elpidiense |  |

| 22 maggio 1983 32ª giornata | Vigor Senigallia | 5 – 2 | Lanciano |  |

| 29 maggio 1983 33ª giornata | Lanciano | 3 – 2 | Matera |  |

| 5 giugno 1983 34ª giornata | Gioventù Brindisi | 1 – 0 | Lanciano |  |